# Копыльская Рочуга
Копыльская Рочуга (Рочуга) — река в России, течёт по территории Лешуконского района Архангельской области. Устье реки находится на высоте 15 м над уровнем моря в 151 км по левому берегу реки Мезень. Длина реки составляет 16 км.

## Данные водного реестра
По данным государственного водного реестра России относится к Двинско-Печорскому бассейновому округу, водохозяйственный участок реки — Мезень от водомерного поста деревни Малонисогорская и до устья. Речной бассейн реки — Мезень.
Код объекта в государственном водном реестре — 03030000212103000048845.